# Афелі Фалема Піта
Афелі Фалема Піта (11 лютого 1958) — дипломат Тувалу. Він був постійним представником Тувалу при ООН (2006—2012). Надзвичайний і Повноважний Посол Тувалу в США.

## Життєпис
Народився 11 лютого 1958 року. Здобув ступінь магістра з державного управління в Університеті Канберри та ступінь бакалавра мистецтв з адміністрування та бухгалтерського обліку в Південнотихоокеанському університеті.
Він розпочав свою кар'єру високопоставленого чиновника в державній адміністрації як помічник секретаря, а потім секретар у Міністерстві торгівлі та природних ресурсів Тувалу з 1987 по 1988 рік. Він був помічником міністра торгівлі з 1989 по 1993 рік, а потім виконувачем обов'язків секретаря в Міністерстві торгівлі Тувалу. Міністерство торгівлі, комерції та державних корпорацій у 1993 році. З 1994 по 1994 рік він працював постійним секретарем у кількох міністерствах (здоров'я та спорту, праці та зв'язку, ресурсів та навколишнього середовища, фінансів).
З 2001 по 2004 рік був радником виконавчого директора Азійського банку розвитку в Манілі, де він працював представником Австралії, Азербайджану, Камбоджі, Гонконгу, Кірибаті, Федеративних Штатів Мікронезії, Науру, Соломонових Островів і Тувалу.
Повернувшись до Тувалу, Піта обіймав посаду Постійного секретаря Міністерства природних ресурсів і земель у 2004 і 2006 роках. Був Постійним представником Тувалу при ООН з 19 грудня 2006 по грудень 2012 років.
У квітні 2007 року Піта звернувся до Спеціальної сесії Ради Безпеки Організації Об'єднаних Націй з питань енергетики, клімату та безпеки та благав Раду Безпеки негайно вжити заходів щодо усунення загроз національній безпеці Тувалу, через зміну кліматичних умов.
У 2012 році разом з постійним представником України Юрієм Сергеєвим підписав спільне комюніке про встановлення дипломатичних взаємин між Україною та Тувалу.